# Pavarotti Forever
Pavarotti Forever – album kompilacyjny włoskiego tenora Luciano Pavarottiego wydany w 2007 roku.
W Polsce składanka uzyskała certyfikat platynowej płyty.

## Lista utworów
CD1:
1. Puccini: Nessun dorma z opery Turandot
2. Puccini: Che gelida manina z opery Cyganeria, oryg. La Bohème
3. Verdi: Brindisi z opery Traviata, oryg. La Traviata
4. Verdi: Celeste Aida z opery Aida
5. Donizetti: Una furtiva lagrima z opery Napój miłosny, oryg. L'Elisir D’Amore
6. Verdi: Questa o quella z  opery Rigoletto
7. Flotow: M'appari z opery Marta albo jarmark w Richmondzie
8. Puccini: E lucevan le stelle z opery Tosca
9. Giordano: Amor ti vieta z opery Fedora
10. Leoncavallo: Vesti la giubba z opery Pajace, oryg. Pagliacci
11. Puccini: Donna non vidi mai z opery Manon Lescaut
12. Verdi: La donna è mobile z opery Rigoletto
13. Meyerbeer: O paradiso z opery Afrykanka
14. Massenet: Pourquoi me réveiller z opery Werther
15. Georges Bizet: La fleur que tu m'avais jetée z opery Carmen
16. Puccini: Tra voi, belle z opery Manon Lescaut
17. Ponchielli: Cielo e mar! z opery Gioconda, oryg. La Gioconda
18. Puccini: Recondita armonia z opery Tosca
19. Donizetti: Spirto gentil z opery Faworyta, oryg. La Favorita
20. Verdi: Di quella pira z opery Trubadur, oryg. Il Trovatore
21. Mascagni: Suzel, buon di z opery L’amico Fritz

CD2:
1. '’O sole mio
2. Torna a Surriento
3. Core 'ngrato
4. Funiculi, funicula
5. Notte 'e piscatore
6. O Holy Night
7. Panis angelicus
8. Ave Maria Schubert
9. Mattinata Leoncavallo
10. La danza Rossini
11. Caro mio ben
12. Caruso
13. My Way
14. Santa Lucia
15. Tu che m'hai preso il cuor (Dein ist mein ganzes Herz/You are my heart’s delight): Lehár
16. Mamma
17. La mia canzone al vento
18. Volare
19. Passione
20. Granada